# اليسيا كوتس
اليسيا كوتس (بالإنجليزية: Alicia Coutts) (و. 1987  م) هي سبّاحة أسترالية، ولدت في بريزبان، شاركت في الألعاب الأولمبية الصيفية 2012، وسباحة في الألعاب الأولمبية الصيفية 2012 – سيدات 4 × 100 متر سباحة حرة تناوب ‏، وسباحة في الألعاب الأولمبية الصيفية 2012 – سيدات 4 × 200 متر سباحة حرة تناوب ‏، وسباحة في الألعاب الأولمبية الصيفية 2012 – سيدات 4 × 100 متر تتابع متنوع ‏، ودورة ألعاب الكومنولث 2010، وسباحة في الألعاب الأولمبية الصيفية 2012 – سيدات 200 متر فردي متنوع ‏، والسباحة في الألعاب الأولمبية الصيفية 2016، وسباحة في الألعاب الأولمبية الصيفية 2012 – سيدات 100 متر فراشة ‏، والألعاب الأولمبية الصيفية 2008، ودورة ألعاب الكومنولث 2014.

## روابط خارجية
- اليسيا كوتس على موقع الاتحاد الدولي للسباحة (الإنجليزية)
- اليسيا كوتس على موقع SwimRankings.net (الإنجليزية)
- اليسيا كوتس على موقع اللجنة الأولمبية الدولية (الإنجليزية)
- اليسيا كوتس على موقع أوليمبيديا (الإنجليزية)
- اليسيا كوتس على موقع اللجنة الأولمبية الأسترالية (الإنجليزية)
- اليسيا كوتس على موقع اتحاد ألعاب الكومنولث (مؤرشف) (الإنجليزية)
- اليسيا كوتس على موقع اتحاد ألعاب الكومنولث (مؤرشف) (الإنجليزية)
- اليسيا كوتس على موقع دورة ألعاب الكومنولث 2014 (مؤرشف) (الإنجليزية)